# Gilman City
Gilman City és una població dels Estats Units a l'estat de Missouri. Segons el cens del 2000 tenia 380 habitants.

## Demografia
Segons el cens del 2000, Gilman City tenia 380 habitants, 158 habitatges, i 100 famílies. La densitat de població era de 172,6 habitants per km².
Dels 158 habitatges en un 31% hi vivien nens de menys de 18 anys, en un 53,8% hi vivien parelles casades, en un 7% dones solteres, i en un 36,1% no eren unitats familiars. En el 31,6% dels habitatges hi vivien persones soles el 19% de les quals corresponia a persones de 65 anys o més que vivien soles. El nombre mitjà de persones vivint en cada habitatge era de 2,41 i el nombre mitjà de persones que vivien en cada família era de 3,03.
Per edats la població es repartia de la següent manera: un 26,1% tenia menys de 18 anys, un 12,1% entre 18 i 24, un 22,4% entre 25 i 44, un 19,7% de 45 a 60 i un 19,7% 65 anys o més.
L'edat mediana era de 36 anys. Per cada 100 dones de 18 o més anys hi havia 95,1 homes.
La renda mediana per habitatge era de 26.042 $ i la renda mediana per família de 33.482 $. Els homes tenien una renda mediana de 21.518 $ mentre que les dones 16.250 $. La renda per capita de la població era de 12.413 $. Entorn del 4% de les famílies i el 9,8% de la població estaven per davall del llindar de pobresa.

## Poblacions més properes
El següent diagrama mostra les poblacions més properes.